# Jaroslav Suida
Jaroslav Suida, uváděn též jako Jaroslaw Suida (1849 – 11. září 1889 Broumov), byl rakouský a český podnikatel a politik německé národnosti, v roce 1889 krátce poslanec Českého zemského sněmu.

## Biografie
Profesí byl továrníkem. Zastával funkci starosty Broumova. Starostou byl v letech 1883–1889. Jeho manželkou byla Johanna Langer-Schroll, dcera velkoprůmyslníka von Schrolla.
Koncem 80. let 19. století se zapojil i do zemské politiky. Ve volbách v roce 1889 byl zvolen v městské kurii (volební obvod Trutnov, Broumov, Police) do Českého zemského sněmu. Uvádí se jako německý liberál (takzvaná Ústavní strana, liberálně a centralisticky orientovaná, odmítající federalistické aspirace neněmeckých etnik, později Německá pokroková strana).
Na sněmu ale setrval jen krátkou dobu, protože zemřel v září 1889. Po doplňovací volbě v květnu 1890 ho nahradil Karl Faltis.
Jeho otec Franz Suida byl rovněž politikem.